# Leptogorgia longiramosa
Leptogorgia longiramosa är en korallart som beskrevs av Kükenthal 1924. Leptogorgia longiramosa ingår i släktet Leptogorgia och familjen Gorgoniidae. Inga underarter finns listade i Catalogue of Life.